# Thorsten Heins

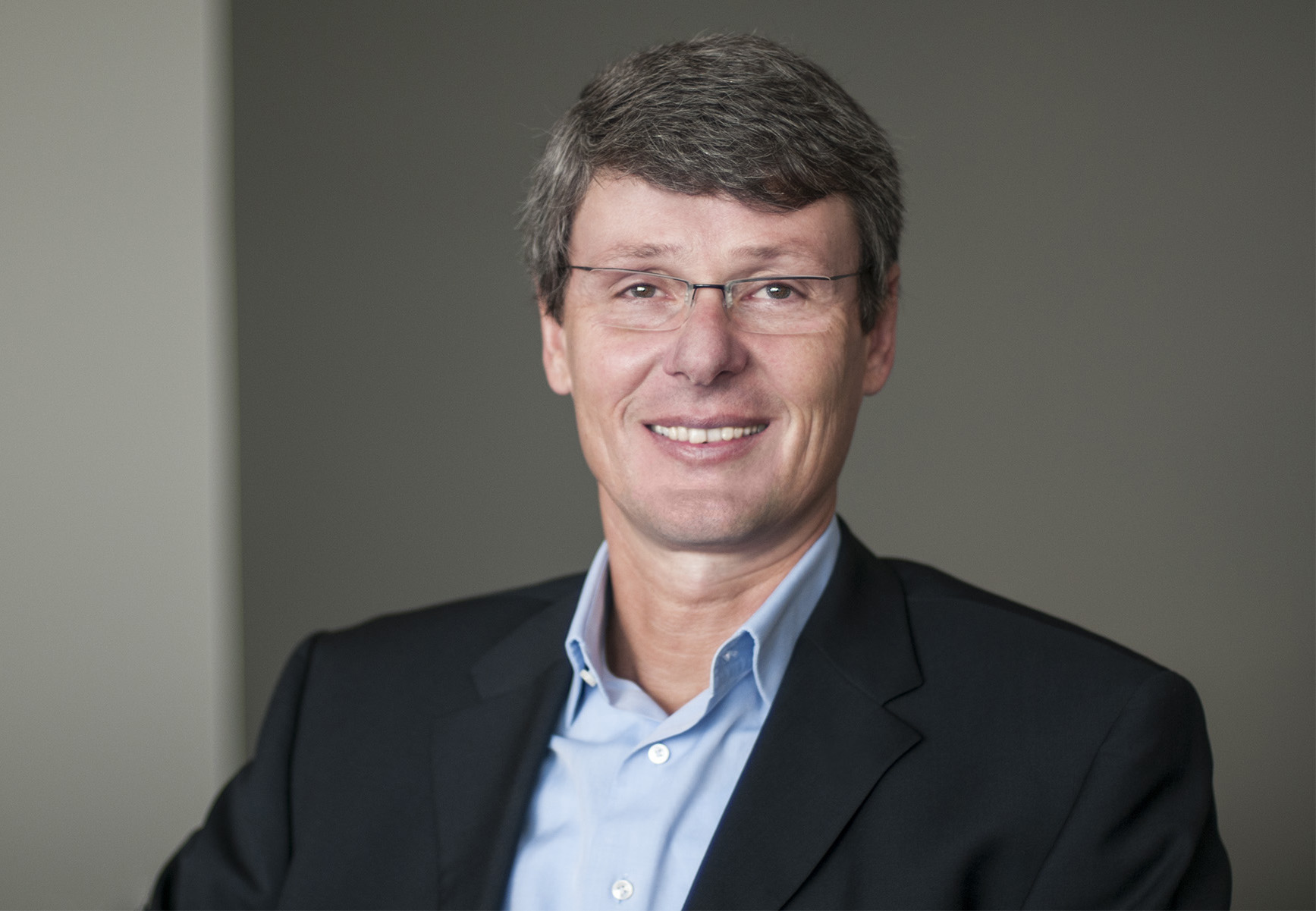
Thorsten Heins

Thorsten Gerhard Heins (* 29. Dezember 1957 in Gifhorn) ist ein deutscher Manager und war zwischen Januar 2012 und November 2013 CEO des kanadischen Smartphone-Herstellers Blackberry.

## Leben
Heins studierte Physik an der Gottfried Wilhelm Leibniz Universität Hannover. 1984 begann er in der Kommunikationssparte der Siemens AG und war bei seinem Ausscheiden aus dem Konzern CTO. Bei RIM begann er 2007 als Senior Vice President der „Blackberry Handheld Business Unit“ & „COO of Product Engineering“. Im Juli 2011 wurde er „COO of Product and Sales“. Im Januar 2012 beriefen die RIM-Gründer Jim Balsillie und Mike Lazaridis Heins zum neuen Präsidenten und CEO von Research In Motion. Im November 2013 trat er von diesen Positionen zurück.
Heins ist verheiratet und hat zwei Kinder.